# متلازمة باربر-ساي
متلازمة باربر-ساي (BSS) هي اضطراب خلقي نادر جدًا يرتبط بنمو الشعر المفرط (فرط الشعر)، والجلد الهش (الضموري)، وتشوهات الجفن (الشتر الخارجي)، والفم الواسع بشكل مفرط (ضخامة الفم).
تتشابه متلازمة باربر-ساي ظاهريًا مع متلازمة الشدق اللاجفني، التي ترتبط أيضًا بالطفرات السائدة في TWIST2.

## العلامات والأعراض
- فرط الشعر الشديد وخاصة في الظهر
- تشوهات الجلد ، بما في ذلك فرط المرونة
- تشوه الوجه، بما في ذلك ضخامة الفم
- تشوهات الجفن
- آذان غير طبيعية ومنخفضة
- طرف الأنف منتفخ وتكون العضلة الرَّافِعة لجَناحِ الأَنْف ناقصة التنسّج
- خط الشعر الأمامي المنخفض

## علم الأوبئة
معدل انتشار متلازمة باربرساي أقل من 1 لكل 1000000 شخص. اعتبارًا من عام 2017، تم الإبلاغ عن 15 حالة فقط في المنشورات المختصة.